# Estación Puntilla
Puntilla fue una estación de ferrocarril que se hallaba dentro de la comuna homónima, en la Región de Coquimbo de Chile. Fue parte del Longitudinal Norte y actualmente se encuentra inactiva, con las vías levantadas. Se encontraba en la zona donde se unen los ríos Hurtado y Grande para formar el río Limarí.

## Historia
La estación, ubicada 3 km al nororiente de la ciudad de Ovalle, sirvió desde 1889 como estación terminal del ferrocarril proveniente de Coquimbo y La Serena, que había iniciado sus servicios en abril de 1862. El 5 de marzo de 1908 se inició la construcción del tramo que conectaría Puntilla con Ovalle, y el 27 de diciembre del mismo año se inauguraba dicha sección con la entrada de la locomotora "Coquimbo N° 1" a la estación de dicha ciudad.
El 18 de marzo de 1909 llegó a la ciudad el primer tren proveniente de Tongoy como parte de la extensión del ramal que conectaba con dicha ciudad. Con esto, la estación Puntilla se convirtió en el punto de cruce de 2 líneas: el Longitudinal Norte que conectaba a Ovalle con el norte y el sur del país, y el ramal que alcanzaba la localidad costera de Tongoy.
Hacia fines de los años 1950 la estación continuaba apareciendo como parte de la red de la Empresa de los Ferrocarriles del Estado. La estación dejó de prestar servicios cuando el Longitudinal Norte suspendió el transporte de pasajeros en junio de 1975.